# Samsung Galaxy Watch
La Samsung Galaxy Watch est une montre connectée produite et vendue par Samsung Electronics. Ce nom a été utilisé pour la première fois le 9 août 2018 lors de la présentation des Galaxy Watch 42 et 46 millimètres en même temps que celle du Galaxy Note 9. Elle tourne sous Tizen, le système d'exploitation développé par Samsung. Elle est disponible en 42 ou 46 mm  aux prix de 309 € et 329 €.
Elle vient succéder, en 2019, à la Samsung Gear S3 en apportant des nouveautés telles que la certification ISO 22810:2010 pour la résistance à l'eau et un changement de nom. La Galaxy Watch est aussi disponible dans une version 4G.

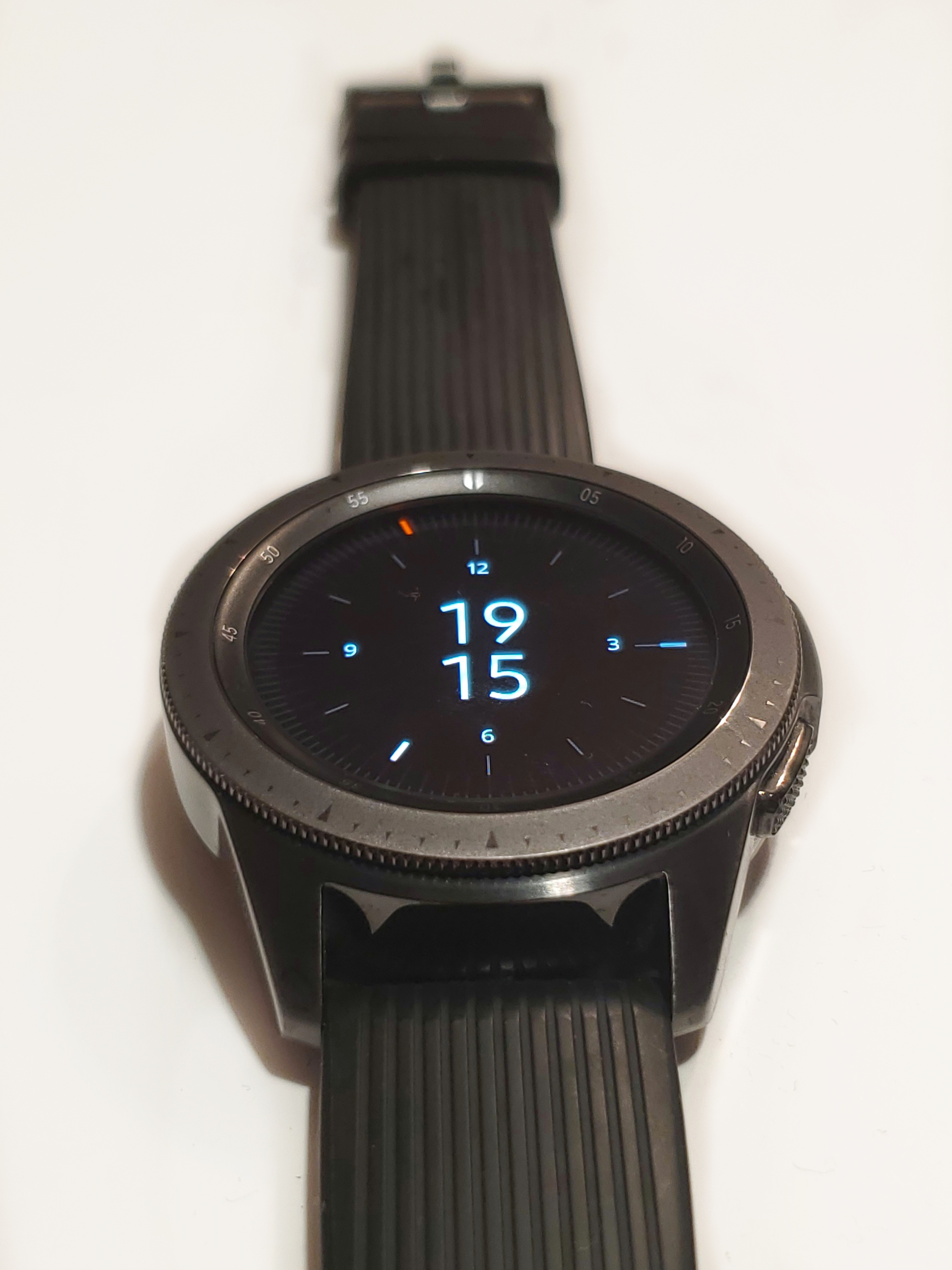
La Galaxy Watch 42mm.

Le 20 février 2019, Samsung a présenté sa Galaxy Watch Active, moins chère que la Galaxy Watch, aux côtés du Samsung Galaxy S10 et du Galaxy Fold. Le 7 août, la Galaxy Watch Active2 a été présentée, lors de l’événement Unpacked du Galaxy Note 10.

## Différents modèles
Liste des différents modèles de Samsung Galaxy Watch :
- Galaxy Watch 42 mm
- Galaxy Watch 46 mm
- Galaxy Watch 42 mm 4G LTE
- Galaxy Watch 46 mm 4G LTE

D'autres montres connectées Samsung existent aussi, comme les Galaxy Fit et Galaxy Fit e, mais elles ne font pas partie de la gamme Galaxy Watch.

## Caractéristiques
| Modèle                     | Galaxy Watch                           | Galaxy Watch                           | Galaxy Watch Active | Galaxy Watch Active2                             | Galaxy Watch Active2                             |
| -------------------------- | -------------------------------------- | -------------------------------------- | ------------------- | ------------------------------------------------ | ------------------------------------------------ |
| Taille                     | 42 mm                                  | 46 mm                                  | 40 mm               | 40 mm                                            | 44 mm                                            |
| Écran                      | 1,2 po (3 cm)                          | 1,3 po (3 cm)                          | 1,1 po (3 cm)       | 1,2 po (3 cm)                                    | 1,4 po (4 cm)                                    |
| Définition                 | 360 × 360 pixels                       | 360 × 360 pixels                       | 360 × 360 pixels    | 360 × 360 pixels                                 | 360 × 360 pixels                                 |
| Technologie d'écran        | OLED                                   | OLED                                   | OLED                | OLED                                             | OLED                                             |
| Tactile                    | Oui                                    | Oui                                    | Oui                 | Oui                                              | Oui                                              |
| Protection d'écran         | Gorilla Glass DX+                      | Gorilla Glass DX+                      | Gorilla Glass DX+   | Gorilla Glass DX+                                | Gorilla Glass DX+                                |
| Stockage                   | 4 Go                                   | 4 Go                                   | 4 Go                | 4 Go                                             | 4 Go                                             |
| Extensible                 | Non                                    | Non                                    | Non                 | Non                                              | Non                                              |
| RAM                        | 750 Mo                                 | 750 Mo                                 | 768 Mo              | 768 Mo                                           | 768 Mo                                           |
| Processeur                 | Exynos 9110                            | Exynos 9110                            | Exynos 9110         | Exynos 9110                                      | Exynos 9110                                      |
| Fréquence                  | 1,15 GHz                               | 1,15 GHz                               | 1,15 GHz            | 1,15 GHz                                         | 1,15 GHz                                         |
| Batterie                   | 270 mAh                                | 472 mAh                                | 230 mAh             | 247 mAh                                          | 247 mAh                                          |
| Technologie de batterie    | Inconnue                               | Inconnue                               | Li-Ion              | Li-Po                                            | Li-Po                                            |
| Système d'exploitation     | Tizen                                  | Tizen                                  | Tizen               | Tizen                                            | Tizen                                            |
| NFC                        | Oui                                    | Oui                                    | Oui                 | Oui                                              | Oui                                              |
| Wifi                       | Oui                                    | Oui                                    | Oui                 | Oui                                              | Oui                                              |
| Bluetooth                  | Oui                                    | Oui                                    | Oui                 | Oui                                              | Oui                                              |
| GPS                        | Oui                                    | Oui                                    | Oui                 | Oui                                              | Oui                                              |
| Chargement                 | Sans fil                               | Sans fil                               | Sans fil            | Sans fil                                         | Sans fil                                         |
| Accéléromètre              | Oui                                    | Oui                                    | Oui                 | Oui                                              | Oui                                              |
| Boussole                   | Oui                                    | Oui                                    | Oui                 | Oui                                              | Oui                                              |
| Photodétecteur             | Oui                                    | Oui                                    | Oui                 | Oui                                              | Oui                                              |
| Podomètre                  | Oui                                    | Oui                                    | Oui                 | Oui                                              | Oui                                              |
| Capteur cardiaque          | Oui                                    | Oui                                    | Oui                 | Oui                                              | Oui                                              |
| Capteur de sommeil         | Oui                                    | Oui                                    | Oui                 | Oui                                              | Oui                                              |
| Cardiofréquencemètre (ECG) | Non                                    | Non                                    | Non                 | Oui                                              | Oui                                              |
| Largeur                    | 41,9 mm                                | 46 mm                                  | 39,5 mm             | 40 mm                                            | Inconnue                                         |
| Longueur                   | 45,7 mm                                | 49 mm                                  | 39,5 mm             | 40 mm                                            | Inconnue                                         |
| Épaisseur                  | 12,7 mm                                | 13 mm                                  | 10,5 mm             | 10,9 mm                                          | Inconnue                                         |
| Indice de protection       | 5 ATM                                  | 5 ATM                                  | 5 ATM               | 5 ATM                                            | 5 ATM                                            |
| Norme ISO                  | 22810:2010 (5 ATM)                     | 22810:2010 (5 ATM)                     | 22810:2010 (5 ATM)  | 22810:2010 (5 ATM)                               | 22810:2010 (5 ATM)                               |
| Prix                       | 309 € (aluminium) 379 € (aluminium 4G) | 329 € (aluminium) 399 € (aluminium 4G) | 249 € (aluminium)   | 299 € (aluminium) 399 € (acier) 449 € (acier 4G) | 319 € (aluminium) 419 € (acier) 469 € (acier 4G) |